# Velika Pasica
Velika Pasica ist der Name einer Karsthöhle im Ort Gornji Ig auf dem Gemeindegebiet von Ig in der Oberkrain (Slowenien).

## Beschreibung
Die Höhle liegt südlich des Laibacher Moors auf der Rakitnica-Krim-Hochebene mit einem Eingang am südlichen Rand des Dorfes Gornji Ig, auf einer Höhe von 700 m über dem Meeresspiegel.
In unmittelbarer Nähe befindet sich die Mala-Pasica-Höhle, die früher Teil desselben Höhlensystems war. Heute sind die beiden Höhlen jedoch durch den Einsturz der Decke zwischen ihnen getrennt. Somit befindet sich der Eingang der nur 10 m vom äußersten Punkt von Malika pasica entfernt und zwischen ihnen befindet sich eine Doline. Sie sind hydrologisch miteinander verbunden, das Wasser strömt ihnen jedoch meist nur von der Oberfläche in unmittelbarer Nähe zu.

## Flora und Fauna
Der dinarische Tannen-Buchen-Wald wächst in der Umgebung des Eingangs, und im Eingangsloch selbst verhindert ein starker Laubfall das Pflanzenwachstum. An den überhängenden Wänden wachsen Moos und Farne, die zum Eingang hin nach und nach durch Algen ersetzt werden. In der Eingangshalle sind nur Pilze und Bakterienkolonien vorhanden, während weiter innen die Flora praktisch vollständig fehlt.
Zu den Tieren, die die Höhle als vorübergehenden Zufluchtsort nutzen, gehören unter anderem  Fledermäuse. Tiefer im Höhleninneren existieren verschiedene Arthropoden und Höhlenschnecken. Erwähnenswert in dieser Gruppe sind Laufkäfer, die die zahlreichste Gruppe der am Boden lebenden Tiere darstellen und von denen Forscher in dieser und benachbarten Höhlen bereits zehn Arten entdeckt haben.
Unter den aquatischen Höhlentieren in den größeren und kleineren Becken im Inneren dominieren Ruderfußkrebse und Muscheln. Die Wasserfauna ist typisch für den flachen Karstuntergrund (die sogenannte Epikras- oder Epikarstfauna); Diese Tiere vermehren sich nicht in der Höhle, wo es an Nährstoffen mangelt, sondern in den Spalten zwischen den Felsen, von wo aus stärkere Wasserströmungen sie in die Höhle spülen.

## Forschungsgeschichte
Aufgrund ihrer Zugänglichkeit war die Höhle wahrscheinlich schon früh bekannt. Professionelle Forschungen begannen im 19. Jahrhundert, als mehrere prominente Naturforscher sie besuchten, darunter der Insektenkundler Ferdinand Josef Schmidt aus Laibach. In der Höhle sammelten sie Exemplare von Käfern und Schnecken, auf deren Grundlage mehrere neue Arten und Unterarten für die Wissenschaft beschrieben wurden.
Seit dem Jahr 2000 existieren in der Höhle Messstationen, die hydrologische und meteorologische Daten sammeln. Von Zeit zu Zeit  werden Forschungsprogramme zur Identifizierung unbekannter Lebewesen durchgeführt.